# Cadrema bancorfti
Cadrema bancorfti är en tvåvingeart som först beskrevs av Malloch 1925.  Cadrema bancorfti ingår i släktet Cadrema och familjen fritflugor. Inga underarter finns listade i Catalogue of Life.